# Nati nel 1945/Dicembre
| Questa pagina contiene informazioni ricavate automaticamente dalle voci biografiche con l'ausilio del template Bio e di un bot. L'aggiornamento è periodico e automatico e ricostruisce completamente la pagina. Se manca una persona in questa lista, sei pregato di non aggiungerla, ma accertati piuttosto che la sua voce biografica contenga il template Bio e che i dati anagrafici siano correttamente compilati. Se il template Bio manca, inseriscilo tu stesso o, in alternativa, metti l'avviso {{tmp\|Bio}} che ne segnala la mancanza. Se i dati riportati sono sbagliati, correggi direttamente la voce biografica; le modifiche saranno visibili in questa lista entro pochi giorni. Per chiarimenti vedi il progetto biografie. La lista contiene solo le 214 persone che sono citate nell'enciclopedia e per le quali è stato implementato correttamente il template Bio. Pagina aggiornata al 26 lug 2025. |

- 1º dicembre - Gianmario Balzarini, psicoterapeuta italiano († 1986)
- 1º dicembre - Fiamma Lanzara, imprenditrice italiana († 2020)
- 1º dicembre - Ghiţă Licu, pallamanista rumeno († 2014)
- 1º dicembre - Bette Midler, cantante e attrice statunitense
- 1º dicembre - Norberto Oliosi, velocista italiano († 2020)
- 1º dicembre - Ennio Peres, enigmista italiano († 2022)
- 1º dicembre - Bruno Venturini, cantante italiano
- 1º dicembre - Bill Wallace, artista marziale, karateka e attore statunitense
- 2 dicembre - Giuseppe Cacciatore, filosofo italiano († 2023)
- 2 dicembre - Mario Deiana, scrittore e regista italiano († 2017)
- 2 dicembre - Lisa Kreuzer, attrice tedesca
- 2 dicembre - Penelope Spheeris, regista e produttrice cinematografica statunitense
- 2 dicembre - Tex Watson, criminale statunitense
- 3 dicembre - Luis Garisto, calciatore uruguaiano († 2017)
- 3 dicembre - Angelo Rovati, cestista, dirigente sportivo e politico italiano († 2013)
- 4 dicembre - Roberta Bondar, astronauta canadese
- 4 dicembre - Piero Coccia, arcivescovo cattolico italiano
- 4 dicembre - Geoff Emerick, tecnico del suono britannico († 2018)
- 4 dicembre - Parviz Ghelichkhani, ex calciatore iraniano
- 4 dicembre - Fran Huck, ex hockeista su ghiaccio canadese
- 4 dicembre - Karina, cantante spagnola
- 4 dicembre - Ricky Mantoan, musicista italiano († 2016)
- 4 dicembre - Sten Pålsson, ex calciatore svedese
- 4 dicembre - Peter Ressel, ex calciatore olandese
- 4 dicembre - Karl Edward Wagner, scrittore statunitense († 1994)
- 5 dicembre - Cliff Ellis, allenatore di pallacanestro statunitense
- 5 dicembre - Gastone Giacinti, ex calciatore italiano
- 5 dicembre - Jocelyn Hattab, regista, autore televisivo e conduttore televisivo francese
- 5 dicembre - Moshe Katsav, politico iraniano
- 5 dicembre - Monica Maimone, drammaturga e regista teatrale italiana
- 6 dicembre - Tommy Callaghan, calciatore scozzese († 2024)
- 6 dicembre - Dan Harrington, giocatore di poker e scrittore statunitense
- 6 dicembre - Kees van Ierssel, ex calciatore olandese
- 6 dicembre - Shekhar Kapur, regista, attore e produttore cinematografico indiano
- 6 dicembre - Ray LaHood, politico statunitense
- 6 dicembre - James Naughton, attore statunitense
- 6 dicembre - Yorgo Voyagis, attore greco
- 6 dicembre - Rafał Wojaczek, poeta e scrittore polacco († 1971)
- 7 dicembre - Alberto Batistoni, ex calciatore italiano
- 7 dicembre - Antonino Bove, artista italiano
- 7 dicembre - Nigel Cassidy, calciatore inglese († 2008)
- 7 dicembre - Mohamed Osman Jawari, politico somalo († 2024)
- 7 dicembre - Waldemaro Morgese, scrittore, saggista e editorialista italiano
- 7 dicembre - W. D. Richter, sceneggiatore, regista e produttore cinematografico statunitense
- 7 dicembre - Marion Rung, cantante finlandese
- 7 dicembre - Clive Russell, attore britannico
- 7 dicembre - Ken Shields, allenatore di pallacanestro canadese
- 8 dicembre - John Banville, romanziere e giornalista irlandese
- 8 dicembre - Mario Giubertoni, ex calciatore italiano
- 8 dicembre - Alejandro Guzmán, ex cestista messicano
- 8 dicembre - Julie Heldman, ex tennista statunitense
- 8 dicembre - Nasser Khalili, collezionista d'arte, filantropo e imprenditore iraniano
- 8 dicembre - Maryla Rodowicz, cantante, chitarrista e attrice polacca
- 8 dicembre - Mary Stewart, ex nuotatrice canadese
- 9 dicembre - Andrew Birkin, regista e sceneggiatore britannico
- 9 dicembre - Roger Chartier, storico francese
- 9 dicembre - Holger Geschwindner, ex cestista, allenatore di pallacanestro e dirigente sportivo tedesco
- 9 dicembre - David S. Johnson, informatico statunitense († 2016)
- 9 dicembre - Teuvo Länsivuori, pilota motociclistico finlandese
- 9 dicembre - Michael Nouri, attore statunitense
- 9 dicembre - Douglas Orson ReVelle, astronomo e fisico statunitense († 2010)
- 10 dicembre - Marek Grechuta, cantautore, compositore e paroliere polacco († 2006)
- 10 dicembre - Guillermo Hernández Robaina, allenatore di calcio e ex calciatore spagnolo
- 10 dicembre - Jimmy Rooney, ex calciatore australiano
- 11 dicembre - Marisella Chevallard, ex sciatrice alpina italiana
- 11 dicembre - Pauline Gedge, scrittrice canadese
- 11 dicembre - Al Hairston, ex cestista e allenatore di pallacanestro statunitense
- 11 dicembre - Harold Hamm, imprenditore statunitense
- 11 dicembre - Nina Harmer, nuotatrice statunitense
- 11 dicembre - Plummer Lott, ex cestista e magistrato statunitense
- 11 dicembre - Zienia Merton, attrice inglese († 2018)
- 11 dicembre - John Preston, scrittore statunitense († 1994)
- 11 dicembre - Jarno Saarinen, pilota motociclistico finlandese († 1973)
- 11 dicembre - Sharafuddin di Selangor, sovrano malese
- 11 dicembre - Dámaso Torres, ciclista su strada spagnolo
- 12 dicembre - Luciano Castellini, ex calciatore e allenatore di calcio italiano
- 12 dicembre - Massimo Consoli, scrittore, giornalista e traduttore italiano († 2007)
- 12 dicembre - Gianni Fardin, politico italiano
- 12 dicembre - Ross Hassig, storico e antropologo statunitense
- 12 dicembre - René Pétillon, fumettista francese († 2018)
- 12 dicembre - Portia Simpson-Miller, politica giamaicana
- 12 dicembre - David Small, scrittore e illustratore statunitense
- 12 dicembre - Alena Spejchalová, ex cestista cecoslovacca
- 12 dicembre - Nell Truman, tennista britannica († 2012)
- 12 dicembre - Tony Williams, batterista statunitense († 1997)
- 13 dicembre - Herman Cain, politico, imprenditore e conduttore radiofonico statunitense († 2020)
- 13 dicembre - Carlo Carli, politico italiano
- 13 dicembre - Eliécer Ellis, ex cestista panamense
- 13 dicembre - Ludivina García, politica, storica e sindacalista spagnola
- 13 dicembre - Kathy Garver, attrice statunitense
- 13 dicembre - Brian McGuire, pilota automobilistico australiano († 1977)
- 13 dicembre - Pinchas Steinberg, direttore d'orchestra israeliano
- 14 dicembre - Roque Avallay, ex calciatore argentino
- 14 dicembre - Jeremy Kagan, regista, sceneggiatore e produttore televisivo statunitense
- 14 dicembre - Hawk Koch, produttore cinematografico statunitense
- 14 dicembre - Francesca Morvillo, magistrata italiana († 1992)
- 14 dicembre - Salvatore Sanfilippo, politico italiano
- 15 dicembre - Salma Baccar, regista tunisina
- 15 dicembre - Alfredo Bandelli, cantautore italiano († 1994)
- 15 dicembre - Silvano Boroli, imprenditore e politico italiano
- 15 dicembre - Massimo Di Domenico, ex tennista e allenatore di tennis italiano
- 15 dicembre - Park Han, ex cestista sudcoreano
- 15 dicembre - Thaao Penghlis, attore australiano
- 16 dicembre - Željko Bebek, cantante bosniaco
- 16 dicembre - Alberto Cabrera, cestista argentino († 2000)
- 16 dicembre - Rodolfo González, ex pugile messicano
- 16 dicembre - Tony Hicks, cantante e chitarrista britannico
- 16 dicembre - Évelyne Lenton, cantante, compositrice e produttrice discografica francese
- 16 dicembre - Nicola Savarese, critico teatrale e curatore editoriale italiano († 2024)
- 16 dicembre - Heidar Shonjani, nuotatore e pallanuotista iraniano († 2020)
- 16 dicembre - Abdolkarim Soroush, filosofo, scrittore e islamista iraniano
- 17 dicembre - Joan Castejón, pittore spagnolo
- 17 dicembre - Jean-Claude Genty, ex ciclista su strada francese
- 17 dicembre - Ernie Hudson, attore statunitense
- 17 dicembre - David Mallet, regista britannico
- 17 dicembre - Fabio Morandini, ex combinatista nordico italiano
- 17 dicembre - Mwanza Mukombo, calciatore della Repubblica Democratica del Congo († 2001)
- 17 dicembre - John Michael Quinn, vescovo cattolico statunitense
- 17 dicembre - Angelo Todaro, fumettista e saggista italiano († 2025)
- 17 dicembre - Jacqueline Wilson, scrittrice britannica
- 17 dicembre - Cees de Wolf, calciatore olandese († 2011)
- 18 dicembre - Mike Burton, ex rugbista a 15 e imprenditore britannico
- 18 dicembre - Alexandru Dincă, pallamanista rumeno († 2012)
- 18 dicembre - Emanuele Greco, archeologo italiano
- 18 dicembre - Fiamma Nirenstein, giornalista, scrittrice e politica italiana
- 18 dicembre - Rudolph Pearce, ex calciatore giamaicano
- 18 dicembre - Dwight A. Pryor, biblista statunitense († 2011)
- 18 dicembre - Craig Spitzer, ex cestista statunitense
- 18 dicembre - Phil Wagner, ex cestista statunitense
- 18 dicembre - Carolyn Wood, ex nuotatrice statunitense
- 19 dicembre - Zagalav Abdulbekov, ex lottatore sovietico
- 19 dicembre - Jack Fisk, scenografo e regista statunitense
- 19 dicembre - Claudine Hermann, fisica e attivista francese († 2021)
- 19 dicembre - Brian Joicey, ex calciatore inglese
- 19 dicembre - Elaine Joyce, attrice statunitense
- 19 dicembre - Giuseppe Valentino, avvocato e politico italiano
- 20 dicembre - Aldo Arroni, politico italiano
- 20 dicembre - Pierre Bürcher, vescovo cattolico svizzero
- 20 dicembre - Carol Patrice Christ, teologa statunitense († 2021)
- 20 dicembre - Peter Criss, batterista statunitense
- 20 dicembre - David Fallows, musicologo britannico
- 20 dicembre - Jean-Marc Guillou, allenatore di calcio e ex calciatore francese
- 20 dicembre - Santi Rapisarda, politico italiano († 2005)
- 20 dicembre - Nikolaj Stambula, regista sovietico
- 20 dicembre - Tom Tancredo, politico statunitense
- 21 dicembre - George Faison, coreografo statunitense
- 21 dicembre - Raymond E. Feist, scrittore statunitense
- 21 dicembre - Millie Hughes-Fulford, astronauta e chimica statunitense († 2021)
- 21 dicembre - Alessandro Perrella, attore, sceneggiatore e regista italiano
- 21 dicembre - Mario Resca, dirigente d'azienda e dirigente pubblico italiano
- 22 dicembre - Ursula Haubner, politica austriaca
- 22 dicembre - Jean-Pierre Kutwa, cardinale e arcivescovo cattolico ivoriano
- 22 dicembre - René Masclaux, ex calciatore francese
- 22 dicembre - Felice Pulici, calciatore, allenatore di calcio e dirigente sportivo italiano († 2018)
- 22 dicembre - Diane Sawyer, giornalista statunitense
- 23 dicembre - Victor Agbanou, vescovo cattolico beninese
- 23 dicembre - Georges Aperghis, compositore greco
- 23 dicembre - Alberto Castagna, giornalista, conduttore televisivo e autore televisivo italiano († 2005)
- 23 dicembre - Antonio Cervantes, ex pugile colombiano
- 23 dicembre - Mario Demuru Zidda, politico italiano
- 23 dicembre - Arnfinn Espeseth, ex calciatore norvegese
- 23 dicembre - Adli Mansur, magistrato e ex politico egiziano
- 23 dicembre - Félix Piñero, ex schermidore venezuelano
- 23 dicembre - Isabella Seragnoli, imprenditrice e filantropa italiana
- 24 dicembre - Gillian Cross, scrittrice britannica
- 24 dicembre - Edoardo De Angelis, cantautore e paroliere italiano
- 24 dicembre - Peter Houseman, calciatore inglese († 1977)
- 24 dicembre - Lemmy Kilmister, cantautore e musicista britannico († 2015)
- 24 dicembre - Luca Lombardi, compositore italiano
- 24 dicembre - Nicholas Meyer, scrittore, produttore cinematografico e regista statunitense
- 24 dicembre - Simón Paredes, ex cestista peruviano
- 24 dicembre - Vincenzo Proietti Farinelli, dirigente sportivo, allenatore di calcio e ex calciatore italiano
- 24 dicembre - Saulius Šaltenis, scrittore, drammaturgo e politico lituano
- 25 dicembre - Rick Berman, produttore televisivo statunitense
- 25 dicembre - Aldo Biasi, pubblicitario italiano
- 25 dicembre - Lawrence Borg, ex calciatore maltese
- 25 dicembre - Marjorie Noël, cantante francese († 2000)
- 25 dicembre - Terrence O'Hara, regista statunitense († 2022)
- 25 dicembre - Noel Redding, bassista e chitarrista britannico († 2003)
- 25 dicembre - Ken Stabler, giocatore di football americano statunitense († 2015)
- 25 dicembre - Angelo Stazzi, serial killer italiano
- 25 dicembre - Paul Willson, attore statunitense
- 26 dicembre - Marcello Flores, storico italiano
- 26 dicembre - Piergiorgio Welby, attivista, giornalista e politico italiano († 2006)
- 27 dicembre - Mark Johnson, produttore cinematografico e produttore televisivo statunitense
- 27 dicembre - Paolo Polenta, politico italiano
- 27 dicembre - Peter Rijsewijk, cestista olandese († 2011)
- 27 dicembre - Giovanni Romanini, fumettista italiano († 2020)
- 28 dicembre - Birendra del Nepal, re nepalese († 2001)
- 28 dicembre - Donald Burrows, musicologo inglese
- 28 dicembre - Max Hastings, giornalista britannico
- 28 dicembre - Jun Kuki, ex tennista giapponese
- 29 dicembre - Francesco Dal Co, storico dell'architettura, teorico dell'architettura e curatore editoriale italiano
- 30 dicembre - Enrique Borja, ex calciatore e dirigente sportivo messicano
- 30 dicembre - Giannino Caria, militare italiano († 1971)
- 30 dicembre - Robert Eric Guglielmone, vescovo cattolico statunitense
- 30 dicembre - Davy Jones, musicista, cantante e attore britannico († 2012)
- 30 dicembre - Lloyd Kaufman, regista, attore e sceneggiatore statunitense
- 30 dicembre - Jean-Jacques Nattiez, musicologo e etnomusicologo francese
- 30 dicembre - Paola Pigni, mezzofondista italiana († 2021)
- 30 dicembre - Bernie Williams, cestista statunitense († 2003)
- 31 dicembre - Leonard Adleman, matematico, informatico e biologo statunitense
- 31 dicembre - Rafail Bieliankoŭ, sollevatore sovietico
- 31 dicembre - Horst Brummeier, ex arbitro di calcio austriaco
- 31 dicembre - Barbara Carrera, attrice e ex modella nicaraguense
- 31 dicembre - Henryk Cegielski, cestista polacco († 2015)
- 31 dicembre - Bjørn Drillestad, allenatore di calcio e ex calciatore norvegese
- 31 dicembre - Karl Ferstl, ex velista austriaco
- 31 dicembre - Diane von Fürstenberg, stilista e imprenditrice belga
- 31 dicembre - Hoesung Lee, economista sudcoreano
- 31 dicembre - Riccardo Mascheroni, ex calciatore italiano
- 31 dicembre - Philippe Nakellentuba Ouédraogo, cardinale e arcivescovo cattolico burkinabé
- 31 dicembre - Vernon Wells, attore e doppiatore australiano
- 31 dicembre - Connie Willis, scrittrice di fantascienza statunitense